# Сочнева, Валентина Алексеевна
Валентина Алексеевна Сочнева (род. 9 июня 1936 года, Казань) — советский, российский педагог, математик, директор физико-математической школы «Квант» (с 1972 года), доцент Института математики и механики им. Н. И. Лобачевского Казанского федерального университета.

## Биография
В 1953 году Валентина Сочнева была принята без экзаменов на механико-математический факультет Казанского Университета (как победительница математической олимпиады). В 1966 году защитила диссертацию «О решениях дифференциальных уравнений в частных производных в пространствах Жевре». В том же году В. А. Сочнева сделала доклад на международном конгрессе математиков в Москве на тему «Solutions of general linear systems of partial differential equations, analytic with respect to one variable». С 1969 года преподает математику в Казанском Университете (курсы лекций «Методы математической физики», «Элементы теории вероятностей и математической статистики», «Математический анализ для физиков», «Дифференциальные уравнения и вариационное исчисление», «Основы векторного и тензорного анализа»). Научные работы Валентины Сочневой относятся к области уравнений в частных производных, обобщение теоремы Ковалевской. Своим учителем Валентина Сочнева считает казанского математика В. Р. Фридлендера — одного из основателей олимпиадного движения в Республике Татарстан.
В 1972 году В. А. Сочнева организовала Летнюю физико-математическую школу «Квант» при Казанском государственном университете. Валентина Алексеевна руководит школой «Квант» более 40 лет. За 1972—2013 годы более 6000 школьников из школ Татарстана получили углубленные знания в области физики, химии, математики, биологии, проходя обучение в ЛФМШ Квант. Более того, в школе Квант В. А. Сочнева воспитала ряд педагогов, оказавших впоследствии заметное влияние на организацию школ для одаренных детей в городе Казани, в том числе экспериментальной школы-лицея № 1 и Академического колледжа, позднее объединённых в Лицей им. Н. И. Лобачевского при Казанском (Приволжском) федеральном университете, Специализированного Олимпиадно-Научного Центра (школа СОлНЦе).

На сегодняшний день исследования Сочневой В. А. никогда не были опубликованы в рецензируемых научных журналах, индексируемых базой данных обмена научной информации SCOPUS. 
Известные ученики Валентины Алексеевны Сочневой:
- Александр Балакин, доктор физико-математических наук, профессор, Институт физики КФУ, отделение физики, кафедра теории относительности и гравитации[3]
- Игорь Григорьев — организатор и директор Экспериментальной школы-лицея № 1 при КГУ, создатель педагогической программы «Организация космических разведчиков».
- Искандер Калимуллин, доктор физико-математических наук, КФУ[4]
- Людмила Лазарева — преподаватель математики, подготовила ряд призёров Всероссийских математических олимпиад, руководитель Республиканского Центра для одаренных детей.
- Андрей Поминов, заместитель Министра образования и науки Республики Татарстан[5]
- Ибрагим Фаткуллин, associated professor University of Arizona[6]
- Павел Шмаков — директор Академического колледжа при КГУ, директор Лицея им. Лобачевского при Казанском университете (2011—2013), создатель и директор школы СОлНЦе (г. Казань).

В. А. Сочнева и её ученики создали при Казанском университете заочную физико-математическую школу и Малый Университет для школьников Татарстана, организовали проведение научных конференций школьников.
Валентина Алексеевна Сочнева является членом Попечительского Совета Специализированного научно-олимпиадного центра «СОлНЦе», членом Ассоциации «Женщины в науке и образовании». Более 50 лет Валентина Алексеевна была членом жюри республиканской математической олимпиады школьников Татарстана. В. А. Сочнева — лауреат фонда Дмитрия Зимина Династия 2006, 2008 год — Номинация «Наставник будущих ученых» 2009 год — Номинация «Учитель, воспитавший ученика».

## Награды, почётные звания
- 2008 год Звание Заслуженный учитель Российской Федерации[10]
- Почётное звание Заслуженный преподаватель КФУ
- Почётное звание Заслуженный учитель Республики Татарстан

## Публикации
- Калачева Н. В., Сочнева В. А. Математика: задачи, упражнения, практикум. Учебно-методическое пособие. Казань: КФУ, 2012. — 100с.
- Кац Б. А., Киндер М. И., Сочнева В. А. Задачи математической олимпиады школьников Татарстана. 2011—2012 уч. год. — Казань: Изд-во «Печатный Двор», 2012. — 35 с.
- V. A. Sochneva, V. R. Fridlender A generalization of the Goursat problem Izv. Vyssh. Uchebn. Zaved. Mat., 1986, no. 8, 63-70
- N. M. Zobin, V. A. Sochneva, V. R. Fridlender An algebraically closed field Izv. Vyssh. Uchebn. Zaved. Mat., 1977, no. 2, 37-48
- V. A. Sochneva, V. R. Fridlender Uniqueness spaces of Cauchy and Goursat problems Izv. Vyssh. Uchebn. Zaved. Mat., 1974, no. 7, 83-90
- V. A. Sochneva, V. R. Fridlender The Cauchy problem for multidimensional linear systems over Gevrey spaces Mat. Sb. (N.S.), 79(121):2 (1969), 264—292
- V. A. Sochneva Solutions of general linear systems of partial differential equations, analytic with respect to one variable Izv. Vyssh. Uchebn. Zaved. Mat., 1967, no. 2, 67-73
- V. A. Sochneva, V. R. Fridlender Gevrey solutions of partial differential equations Izv. Vyssh. Uchebn. Zaved. Mat., 1966, no. 1, 139—146
- V.A.Sochneva, Solution of general linear sistems of partial differential equations over Gevrey spases, Dokl.Akad.Nauk SSSR 166(1966),41-44 = Soviet Math. 7(1966),39-42.MR 32 #7916
- В. А. Сочнева, «Методы математической физики», ч.2, 1975 г.учебное пособие, изд-во КГУ, 100стр
- А. В. Аминова, В. А. Сочнева, « Методы математической физики», ч. 1, 1978 г., учебное пособие, изд-во КГУ, 164стр.
- Е. А. Широкова, В. А. Сочнева, «Уравнения математической физики»,Изд-во КГУ, 2010, учебное пособие, 52стр.
- Сочнева В. А. «Краткий конспект лекций по математике с элементами теории вероятностей и математической статистики». Учебное пособие для студентов гуманитарных факультетов. Казань: Изд-во КГУ, 2007. 78 с.